# 近藤夏子1
『近藤夏子1』（こんどうなつこ ワン）は、近藤夏子の1枚目のオリジナルアルバム。2011年6月8日にワーナーミュージック・ジャパンから発売された。

## 概要
初回限定盤と通常盤、初回限定お友達プライス盤の3形態での発売。初回限定盤DVDにはライブツアーの映像を収録。また、CDについては各形態で収録内容や曲順が異なる。初回限定盤には、服飾ブランドOLIVE des OLIVEとのコラボパスケースが付いている。初回生産分のみ、トリプルキャンペーン応募券が封入されていた。

## 収録内容

### 初回限定盤
1. リハーサル
2. ハナビラナミダ
3. 嘘味
4. 何年片想い
5. うつむきスマイル
6. 『リアルでゴメン・・・』
7. シンデレラ
8. 小っちゃな戦士
9. できれば君がイイ
10. がむしゃらな愛で
11. 観覧車III
12. い〜のい〜の

#### DVD
- 近藤夏子 LIVE TOUR 2010-2011 ～コンマニの、ゆくチョケくるチョケ 2010-2011～ 2010.12.10 Shibuya CLUB QUATTRO 〜後編〜[2]

1. 信号破壊
2. シンデレラ
3. 何年片想い
4. リハーサル
5. R18指定
6. 別に。

### 初回限定お友達プライス盤
1. リハーサル
2. ハナビラナミダ
3. 『リアルでゴメン・・・』
4. うつむきスマイル
5. 何年片想い
6. 小っちゃな戦士
7. かっこわるいほどの愛
8. い〜のい〜の

### 通常盤
1. リハーサル
2. ハナビラナミダ
3. 『リアルでゴメン・・・』
4. うつむきスマイル
5. 何年片想い
6. 嘘味
7. がむしゃらな愛で
8. できれば君がイイ
9. シンデレラ
10. 観覧車III
11. かっこ悪いほどの愛[3]
12. い〜のい〜の